# Зак Тинкер
Закари Аттикус Тинкер (англ. Zachary Atticus Tinker, род. 8 мая 1994, Нью-Йорк, Нью-Йорк, США) — американский актёр. Наиболее известен по роли Фенмора Болдуина в дневной мыльной опере канала «Си-би-эс» «Молодые и дерзкие». В 2019 году Тинкер был номинирован на Дневную премию «Эмми» за исполнение роли этого персонажа. Тинкер также снимался в сериалах «Закон и порядок: Настоящее преступление», «Американская история ужасов», «Морская полиция: Лос-Анджелес» и «Почему женщины убивают». В 2021 году Тинкер получил роль Санни Кириакиса в телевизионном мини-сериале «Дни нашей жизни: за пределами Салема», спин-офф долгоиграющего сериала «Дни нашей жизни». В 2022 году Тинкер получил эту роль в основном сериале.

## Биография

### Ранняя жизнь и образование
Хотя Тинкер родился в Нью-Йорке, его семья переехал в Лос-Анджелес, когда ему было 3 года. Он сын телевизионного продюсера и сценариста Джона Тинкера и Лори Мозило. Лори работает в компании Disney и имеет итальянские корни. Родители Тинкера разведены. Через своего отца Тинкер является внуком руководителя телевидения Гранта Тинкера и племянником продюсера и режиссёра Марка Тинкера. Тинкер начал заниматься актёрским мастерством в детстве, в начальной школе.
Он также мечтал попасть в НБА, пока не перестал расти в подростковом возрасте. Свою карьеру в колледже он начал в Университете Гонзага. Как и его отец и брат, Тинкер планировал стать писателем. Однако после того, как он принял участие в театральной постановке «Ленты» Стивена Белбера, Тинкер понял, что хочет сделать карьеру актёра. До этого момента актёрство было просто хобби. Затем он перевелся в Университет Лойолы Мэримаунт в младших классах по специальности «Театр». В 2019 году Тинкер в шутку назвал себя «паршивой овцой» в своей семье за то, что стал актёром. Однако, несмотря на первоначальные сомнения отца, Тинкер сказал, что его семья поддержала его.

## Карьера
Тинкер получил свою первую крупную роль на телевидении в 2015 году, когда он появился в эпизоде сериала «Убийство на первом» на канале TNT. В 2016 году он появился в эпизоде сериала «Мой сумасшедший бывший» и в фильме «Дорогой дневник, сегодня я умерла». В 2017 году Тинкер появился в сериале «Закон и порядок: Настоящее преступление», драматическом пересказе судебного процесса по делу об убийстве Лайла и Эрика Менендесов. В 2018 году Тинкер появился в эпизодах сериала «Морская полиция» канала «Си-би-эс» и сериала «Повернутый» на Facebook Watch. В ноябре 2018 года было объявлено, что он присоединился к актёрскому составу сериала «Молодые и дерзкие» в роли Фенмора, поскольку предыдущий актёр, Макс Эрих, не смог исполнить эту роль. Персонаж был выписан в начале 2019 года. В том же году Тинкер снялся в эпизоде сериала «Ты — воплощение порока». Летом 2019 года Тинкер получил роль Сэма в «Американской истории ужасов: 1984», девятом сезоне сериала-антологии ужасов. В ноябре 2019 года было объявлено, что он повторно исполнит роль Фена в декабре 2019 года.
Фенмор Тинкера был снова выписан в начале 2020 года. В течение 2020 года Тинкер появлялся в эпизодах сериалов ABC «Пожарная часть 19», Netflix «13 причин почему» и «Лучшие в Лос-Анджелесе». В августе 2021 года Тинкер присоединился к актёрскому составу спин-оффа мини-сериала «Дни нашей жизни» «Дни нашей жизни: за пределами Салема» в роли Сонни Кириакиса, роль которого исполнял Фредди Смит. Сериал будет транслироваться исключительно на канале Peacock. Тинкер повторил свою роль в праздничном фильме «Дни нашей жизни: Очень салемское Рождество». 11 февраля 2022 года «Дни нашей жизни» объявили о том, что Тинкер будет играть роль Сонни в основном сериале. Тинкер дебютировал в сериале «Дни нашей жизни» 10 марта 2022 года в качестве постоянного участника сериала. Последний раз Тинкер появился в качестве постоянного участника сериала 27 декабря 2022 года. В январе 2023 года Тинкер ненадолго повторил роль Фенмора Болдуина в сериале The «Молодые и дерзкие». 27 января 2023 года было объявлено, что Тинкер присоединился к актёрскому составу сериала «Страна огня».

## Личная жизнь
В 2019 году Тинкера связывали романтические отношения с его коллегой по сериалу «Молодые и дерзкие» Кейт Фэйрбэнкс. Пара официально подтвердила, что они встречаются в начале 2020 года.

## Фильмография
| Год                | Название на русском                        | Оригинальное название                     | Роль                                            | Примечания                                 |
| ------------------ | ------------------------------------------ | ----------------------------------------- | ----------------------------------------------- | ------------------------------------------ |
| 2015               | Убийство первой степени                    | Murder in the First                       | Шпеер                                           | Эпизод: «Двадцать пятнадцать»              |
| 2016               | Мой сумасшедший бывший                     | My Crazy Ex                               | Трэвис                                          |                                            |
| 2016               | Дорогой дневник, сегодня я умерла          | Dear Diary, I Died                        | Кристиан                                        | Независимое кино                           |
| 2017               |                                            | Small Shots                               | Пьяница                                         | Эпизод: «Быстрый перерыв»                  |
| 2017               | Закон и порядок: Настоящее преступление    | Law & Order True Crime                    | Крейг Чигнарелли                                | Повторяющаяся роль: 3 эпизода              |
| 2018               | Морская полиция: Спецотдел                 | NCIS                                      | Дэвид Вест                                      | Эпизод: «Взрыв»                            |
| 2018               | Повернутый                                 | Turnt                                     | Горячий Джок                                    | Эпизод: «Одинокие вместе»                  |
| 2018-2020, 2023    | Молодые и дерзкие                          | The Young and the Restless                | Фенмора Болдуина                                | Повторяющаяся роль: 20 эпизодов            |
| 2019               | Ты — воплощение порока                     | You’re the Worst                          | Кёртис                                          | Эпизод: «Четыре чёртовых дня»              |
| 2019               |                                            | Flat Dad                                  | Энцо                                            | Телефильм                                  |
| 2019               | Американская история ужасов                | American Horror Story                     | Сэм                                             | 2 серии                                    |
| 2019               |                                            | Payment Received                          | Эрик                                            | Независимое кино                           |
| 2019               | Двое влюблённых                            | Two Turtle Doves                          | Алекс Тейлор                                    | Телефильм                                  |
| 2020               | Элвиннн!!! И бурундуки                     | Alvinnn!!! and the Chipmunks              | Шляпник / Путешественник во времени / Торнбагоф | 3 серии                                    |
| 2020               | Пожарная часть 19                          | Station 19                                | Грег                                            | Эпизод: «Рожденный бежать»                 |
| 2020               | 13 причин почему                           | 13 Reasons Why                            | Грейсон                                         | Эпизод: «Экскурсия по колледжу»            |
| 2020               | Лучшие в Лос-Анджелесе                     | L.A.'s Finest                             | Джо Киллинджер                                  | Эпизод: «Рафферти и близнецы Золотой пыли» |
| 2021               | Морская полиция: Лос-Анджелес              | NCIS: Los Angeles                         | Тайлер                                          | 2 серии                                    |
| 2021               | Почему женщины убивают                     | Why Women Kill                            | Патрульный Форд                                 | 2 серии                                    |
| 2021               | Дни нашей жизни: за пределами Салема       | Days of Our Lives: Beyond Salem           | Санни Кириакис                                  | Мини-сериал: 5 эпизодов                    |
| 2021               | Дни нашей жизни: Очень салемское Рождество | Days of Our Lives: A Very Salem Christmas | Санни Кириакис                                  |                                            |
| 2022-23            | Дни нашей жизни                            | Days of Our Lives                         | Санни Кириакис                                  | Регулярное появление                       |
| 2022               |                                            | The Quarry                                | Джейкоб Кастос                                  | Видеоигра                                  |
| 2022               | CSI: Вегас                                 | CSI: Vegas                                | Уоррен Барт                                     | Сезон 2, эпизод 10: «Глазные яблоки»       |
| 2023 — наст. время | Страна огня                                | Fire Country                              | Коллин О’Рейли                                  | 2 серии                                    |

## Награды и номинации
| Год  | Награда               | Номинация                                       | Работа            | Результат |
| ---- | --------------------- | ----------------------------------------------- | ----------------- | --------- |
| 2019 | Дневную премию «Эмми» | лучшему молодому актёру в драматическом сериале | Молодые и дерзкие | Номинация |